# MS ERA 0001〜0080 ガンダム戦場写真集
『MS ERA 0001〜0080 ガンダム戦場写真集』（エムエス エラ トリプルオーワン ダブルオーエイティ ガンダムせんじょうしゃしんしゅう）は、1990年3月にバンダイから発行されたアニメ『ガンダムシリーズ』関連のムック。1999年と2008年の2度にわたって再刊行されている。

## 概要
「宇宙世紀世界における戦場写真集」というコンセプトで刊行された書籍で、タイトルに「0001〜0080」とあるように、一年戦争があった宇宙世紀0079年以前の0001年から0078年までの「写真」も収録されている（最初の写真は西暦1969年に月面に印されたニール・アームストロングの足跡の写真をセル化したものである）。
発刊のきっかけはOVA『機動戦士ガンダム0080 ポケットの中の戦争』のエンディングで挿入された「戦時下の子供達の写真」を、同作でデザインワークスをしていた出渕裕がこの手法で「世界観が表現できる」と感じたことによる。なお、このエンディングでの「写真」もほとんどが収録されている。
「写真」に登場するモビルスーツは『0080』当初のコンセプトの「当時の時代性に合わせてリファインされたデザインのもの」として描かれており、『0080』に未登場の機種もそのコンセプトで再デザインされている。また、『0080』の本編とリンクした「写真」や『機動戦士ガンダム』から題材をとった「写真」も収録されている（ホワイトベース隊とマチルダ・アジャンの写真や、ララァ・スンを撮った写真など）。
『0080』で監督を務めた高山文彦が出渕と共同で構成し、『0080』で作画監督を務めた窪岡俊之、川元利浩、岩滝智が作画、背景を『0080』で美術監督を務めた池田繁美とアトリエ・ムサが務めている。他にアイデアの提供者として、河森正治、高松信司、ゆうきまさみなどがいる。
1999年に再刊行された『M.S.ERA 0099』は、「宇宙世紀0084年に刊行された『M.S.ERA』の『宇宙世紀0099年再刊行版』の『日本語版』」という形式となっていて、1990年版になかった「写真」が1枚、「宇宙世紀0099年版『序文』」と「日本語版編集後記」が追加されている。また、ジオンの英語表記が「ZION」から「ZEON」へ修正されている。

## 書籍情報
MS ERA 0001〜0080 ガンダム戦場写真集
- 1990年3月 バンダイ
- ISBN 978-4891894740

M.S.ERA 0099　機動戦士ガンダム戦場写真集
- 1999年11月 メディアワークス刊行
- ISBN 978-4840212335

M.S.ERA MOBILE SUIT GUNDAM 0001-0080 POPULAR EDITION 機動戦士ガンダム戦場写真集
- 2008年3月 メディアワークス刊行
- ISBN 978-4840242394
- 1999年版の廉価版。追加された「写真」が削除されている。